# Shadowland
Shadowland — британський рок-гурт напрямку прогресивний рок (неопрогресив) 1990-х р., який є одним із декількох музичних проектів Клайва Нолана та Карла Ґрума. Ці талановиті музиканти видали багато творів із притаманними їм майстерністю та технічною досконалістю. Для творчості гурту характерні потужні композиції, що виконуються в стилі неопрогресивного року. Загалом їхня музика схожа радше на «попсовий» прог-рок, аде водночас зберігає мелодійність та емоційність, притаманні цьому напрямку. Стиль гурту можна класифікувати як «прогресивна поп-музика». Його музика складна й проста для прослуховування водночас.
У Shadowland сталася тривала перерва в записах та виконаннях у період 1996—2008 років. Протягом цього часу Клайв Нолан почав виступати в новоствореному гурті з назвою Arena, який грає «важчу» музику. Нолан також був постійним клавішником гурту Pendragon з 1986 р. та недавно написав рок-оперу «She», з якою гастролював у партнерстві з Агнєшкою Світа (Agnieszka Swita) разом із гуртом Caamora.
Пізніше, у 2008 р., Нолан оголосив, що Shadowland буде реформований для туру на початку 2009 року. Цей тур просуватиме найкращий альбом із назвою «A Matter of Perspective», в якому зібрано улюблені треки гурту від попередніх недоступних зараз трьох альбомів, а також деякі нові матеріали. Цей 70-хвилинний альбом надійшов у продаж у лютому 2009 р. Протягом цього турне гурт записав також DVD-фільм із назвою «Edge of Night», що мав поступити в реалізацію пізніше у 2009 р.
Марк Вествуд (Caamora, Neo) замінив на бас-гітарі Іана Селмона в цьому втіленні 2009 року, але решта оригінального складу учасників 90-х років залишилася без змін. Майк Верті також брав участь у новому турне на клавішних.

## Поточний склад гурту
- Клайв Нолан (Clive Nolan) — клавішні, вокал
- Карл Ґрум (Karl Groom) — гітари
- Нік Герреденс (Nick Harradence) — ударні
- Марк Вествуд (Mark Westwood) — бас та акустичні гітари
- Майк Верті (Mike Varty) — клавішні

### Колишні учасники
- Іан Селмон (Ian Salmon) — бас та акустичні гітари

## Дискографія

### Альбоми
- 1992 — «Ring of Roses», перевидання з двома новими піснями у 1997 р.
- 1994 — «Through the Looking Glass», перевидання з однією новою піснею у 1997 р.
- 1996 — «Mad as a Hatter»
- 2009 — «A Matter of Perspective»

### DVD
- 2009 — «Edge of Night»